# 25 Pułk Armat Polowych (austro-węgierski)
Pułk Armat Polowych Nr 25 (FKR. 25) - samodzielna jednostka cesarsko-królewskiej artylerii Armii Austro-Węgier.
Nazwa niemiecka: Feldkanonenregiment 25.

## Dyslokacja 1914
twierdza Josefov (niem. Jeosphstadt) na terytorium 9 Korpusu.

## Podporządkowanie w 1914
9 Brygada Artylerii Polowej.

## Komendanci pułku
- ppłk Josef Strzizek (1914)